# Nicola Grimaldi
Nicola Grimaldi (Nápoles, 6 de dezembro de 1645 – Roma 25 de outubro de 1717) foi um cardeal católico romano.

## Biografia
Nasceu em Nápoles em 6 de dezembro de 1645. De família patrícia genovesa. Filho de Francesco e Settimia Grimaldi, marqueses de Castello della Pietar. Ele pertencia à antiga e original família Grimaldi de Mônaco. A família "moderna" chamava-se Goyon-Matignon. A família deu à igreja outros três cardeais: Girolamo Grimaldi (1527), Girolamo Grimaldi-Cavalleroni (1643) e Girolamo Grimaldi (1730). Ele também é conhecido como Nicolaus Grimaldus; e seu primeiro nome como Niccolò.
Referendário dos Tribunais da Assinatura Apostólica de Justiça e de Graça, 1670. Governador de Rimini, 20 de maio de 1671 até 14 de abril de 1672. Governador de S. Severino, 1673. Governador de Fano, 1674. Governador de Fermo, 26 de abril , 1680. Governador de Ascoli, 1684. Governador de Ancona, 20 de fevereiro de 1685. Governador de Campagna e Marittima, 10 de maio de 1687. Governador de Perugia, 16 de outubro de 1689. Clérigo da Câmara Apostólica, 22 de outubro de 1692. Presidente delle Strade , novembro de 1692 a abril de 1696. Eleitor do Tribunal da Assinatura Apostólica da Graça, março de 1696. Secretário da Congregação das Águas, abril de 1696. Prefeito da Annona , maio de 1696. Secretário do SC da Imunidade Eclesiástica e da Bispos e Regulares, 11 de dezembro de 1701.
Criado cardeal diácono no consistório de 17 de maio de 1706; recebeu o barrete vermelho e a diaconia de S. Maria in Cosmedin, 25 de junho de 1706. Legado em Bolonha, 13 de setembro de 1706 até 11 de setembro de 1709. Concedida dispensa para receber o diaconado e o presbiterado fora dos dias de brasa e sem intervalos de tempo entre eles, 2 de abril de 1707. Prefeito do SC da Sagrada Consulta até sua morte. Optou pela ordem sacerdotal e pelo título de S. Matteo na Via Merulana, 8 de junho de 1716.
Ordenado em 20 de setembro de 1716.
Morreu em Roma em 25 de outubro de 1717, às 16 horas, em seu palácio romano. Exposto na igreja capuchinha de Santissima Concezione, Roma, onde ocorreu o funeral em 27 de outubro de 1717, e sepultado à porta dessa mesma igreja. Ele deixou uma herança estimada em 1,5 milhão de libras francesas.